# Camponotus semitestaceus
Camponotus semitestaceus är en myrart som beskrevs av Roy R. Snelling 1970. Camponotus semitestaceus ingår i släktet hästmyror, och familjen myror. Inga underarter finns listade.

## Bildgalleri

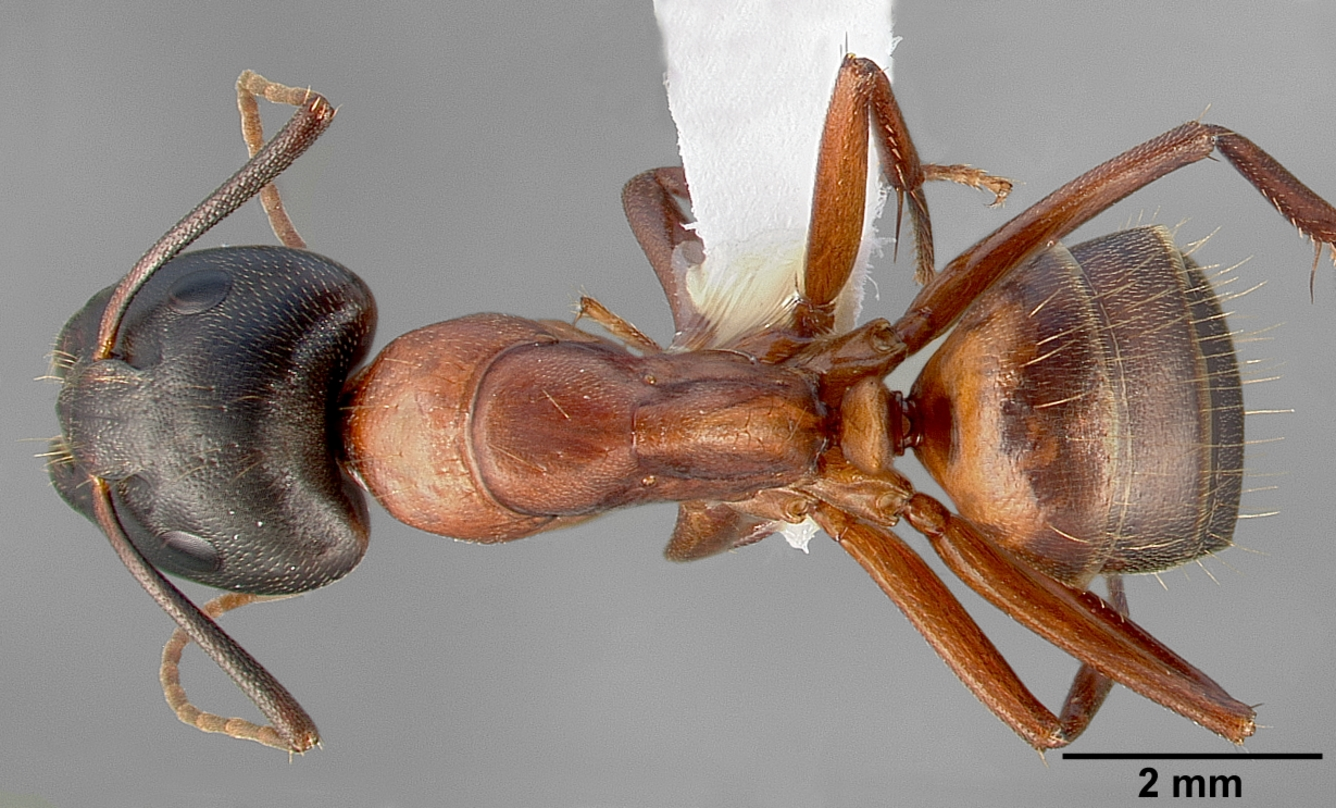
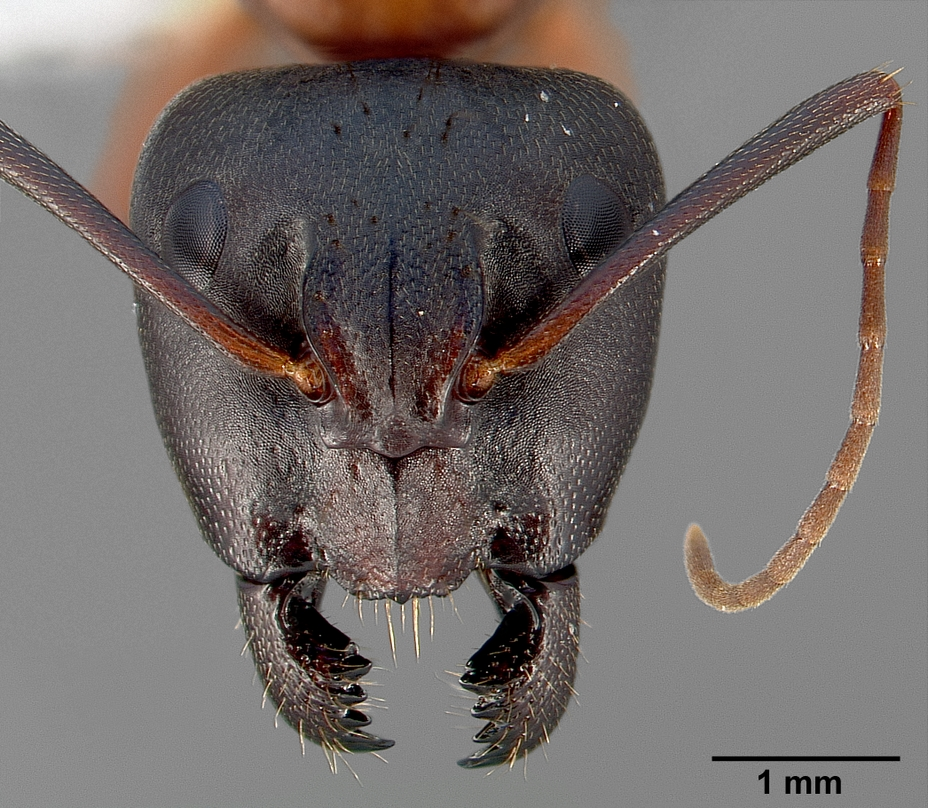
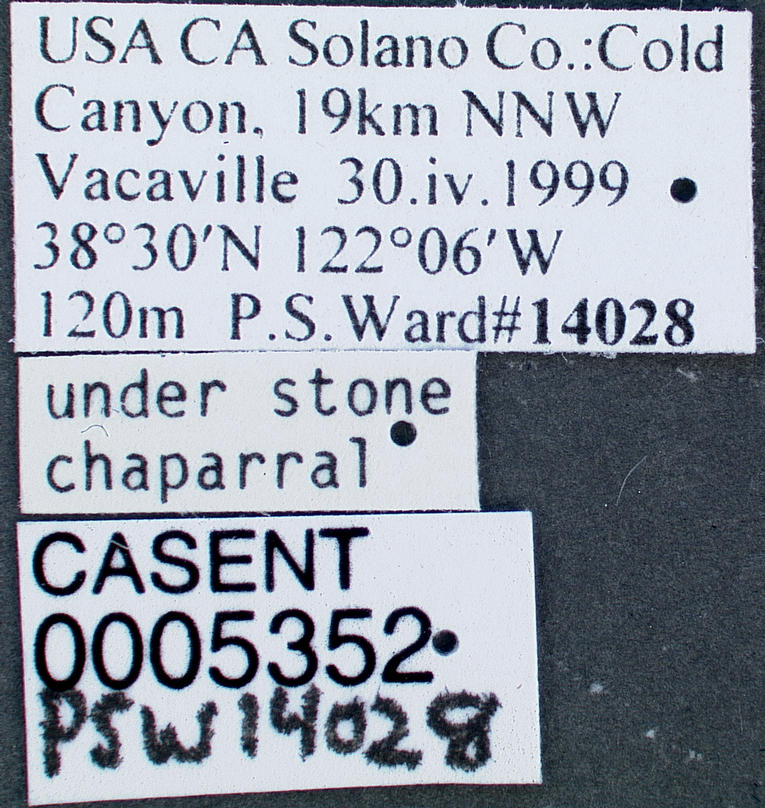
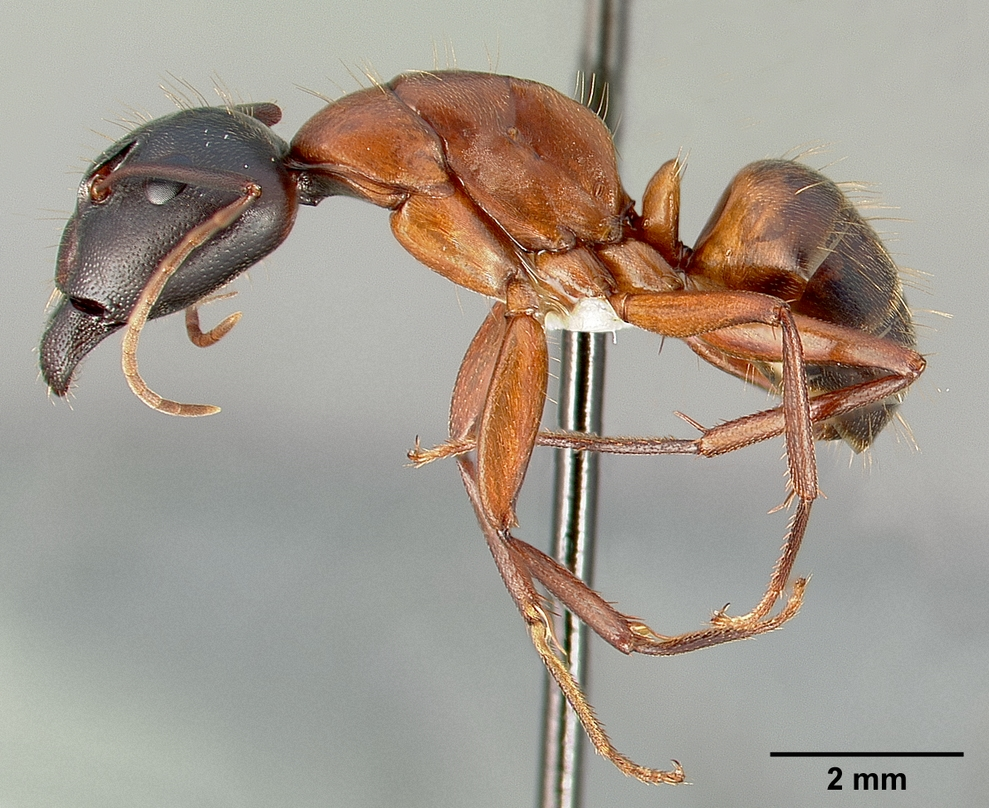